# Taekwondo (filme)
Taekwondo é um filme argentino de 2016, do gênero drama romântico, do cineasta Marco Berger. A história explora, com naturalidade, o universo masculino em seu micromundo de códigos, excesso de machismo e tensão sexual permanente. É protagonizado por Gabriel Epstein e Lucas Papa.

## Enredo
Fernando (Lucas Papa) está de férias com seus amigos mais próximos em uma bela casa de campo, num subúrbio chique de Buenos Aires. Sem a presença de suas namoradas, os meninos estão ansiosos para falar sobre seus sentimentos mais profundos, como seus desejos sexuais, seus medos do futuro e seus conflitos. Desconectados do mundo exterior, eles fazem pouco mais do que tomar sol, brincar na piscina, fumar um baseado e beber. Como em todas as situações de "homens apenas", eles se sentem livres para caminharem nus ou semi-nus, tão íntima é a proximidade entre eles.
Nesse contexto, Fernando decide convidar o recém-chegado, Germán (Gabriel Epstein), um amigo íntimo de sua turma de Taekwondo. Germán é facilmente aceito pelo grupo, mas tem uma preferência que Fernando ignora, ele é atraído pelos homens. Pouco a pouco os dois amigos se aproximam e vão ficando mais íntimos, ao mesmo tempo em que Germán tenta decifrar o amigo e demonstrar seus sentimentos por ele. Neste ambiente totalmente heterossexual, algum outro tipo de relação pode vir a ser um segredo a esconder, ou nem tanto.

## Elenco
- Gabriel Epstein ... Germán
- Lucas Papa ... Fernando
- Nicolás Barsoff ... Lucho
- Francisco Bertín ... Leo
- Arturo Frutos ... Maxi
- Andrés Gavaldá ... Juan
- Juan Manuel Martino ... Fede
- Darío Miño ... Tomás
- Gaston Re ... Diego
- Veronica Argenzio ... Vizinha
- Christian Chapi ... Seba
- Pilar Fridman ... Carla
- Agostina Fabrizio ... Guada
- Lisandro Galceran ... Piojo
- Antonia de Michelis ... Senhora
- Florencia Repetto ... Andrea

## Produção e Recepção
Com Taekwondo, Marco Berger regressa ao terreno conhecido e bem marcado de sua trajetória, trazendo de volta o foco LGBT ao tema central de sua história, que havia sido deixado em segundo plano em seu filme anterior Mariposa, embora o universo hétero masculino esteja fortemente presente no novo longa. Taekwondo também é a primeira parceria de Berger com Martin Farina na direção, antes Berger havia trabalhado na edição do filme documentário de Farina, Fulboy. As sensibilidades de ambos os diretores tornam-se evidentes no longa, que poderia ser a combinação entre o estilo dos dois.
O jornalista Juan Pablo Cinelli, do periódico argentino Página/12, apontou em sua crítica que Taekwondo "é um filme multitudinário, no qual os corpos masculinos se amontoam e são observados com detalhes explícitos, exibindo uma forma de beleza que os filmes geralmente tendem a ignorar deliberadamente, o marketing tão ocupado do feminino. Tanto que até mesmo as cenas de sexo heterossexual foram pensadas como tendo como objetivo central o masculino".
Taekwondo conquistou o prêmio Sunny Bunny de Melhor Filme, no Festival de Cinema Internacional Molodist de Kiev, na Ucrânia, em 2016. Ainda foi indicado a dois prêmios: Melhor Filme, no Festival Internacional de Cinema de Guadalajara, no México, e Melhor Ator Revelação para Lucas Papa, pela Associação de Críticos Argentinos de Cinema, em Buenos Aires. O longa também chegou a se exibido em diversos festivais ao redor do mundo, como Out On Film/Atlanta, Mix Copenhagen, BFI: London Film Festival, Queer Lisboa, Mix Brazil, Festival Internacional de Filme LGBTQ+ de Chicago e em outros festivais na Ucrânia, Espanha, França, Austrália e República Dominicana.

## Prêmios e Indicações
| Ano  | Premiação                                       | Categoria             | Trabalho   | Resultado |
| ---- | ----------------------------------------------- | --------------------- | ---------- | --------- |
| 2016 | Kiev Molodist International Film Festival       | Melhor Filme          | Taekwondo  | Venceu    |
| 2017 | Festival Internacional de Cinema de Guadalajara | Melhor Filme          | Taekwondo  | Indicado  |
| 2017 | Argentinean Film Critics Association Awards     | Melhor Ator Revelação | Lucas Papa | Indicado  |